# Barokní studna (Zubrnice)
Barokní studna se nachází v centrální části Muzea v přírodě Zubrnice v okrese Ústí nad Labem, které je jednou ze čtyř národopisných a architektonických expozic Národního muzea v přírodě České republiky. Zubrnický skanzen je nedílnou součástí obce Zubrnice, jediné vesnické památkové rezervace v Ústeckém kraji. Studna je evidována v Ústředním seznamu nemovitých památek České republiky pod číslem 43095/5-161 jako objekt industriálního dědictví.

## Popis stavby
Ve středu osmiboké cihlové podezdívky stojí šestiboké kamenné pažení studny s jednoduchou římsou a kruhovým otvorem uprostřed. Na jihozápadní straně pažení je umístěn medailon s nápisem AMOR DEI ET PROIMI CAUSA FONTIS 1695 (v překladu z latiny: „Láska k Bohu a bližnímu postavila tuto studnu 1695“). Studnu chrání osmiboká dřevěná konstrukce s osmi sloupky a oblouky. Osmiboká střecha je kryta šindelem. Na vrcholu střechy dřevěného přístřešku je malá věžička (zvonička).

## Historie

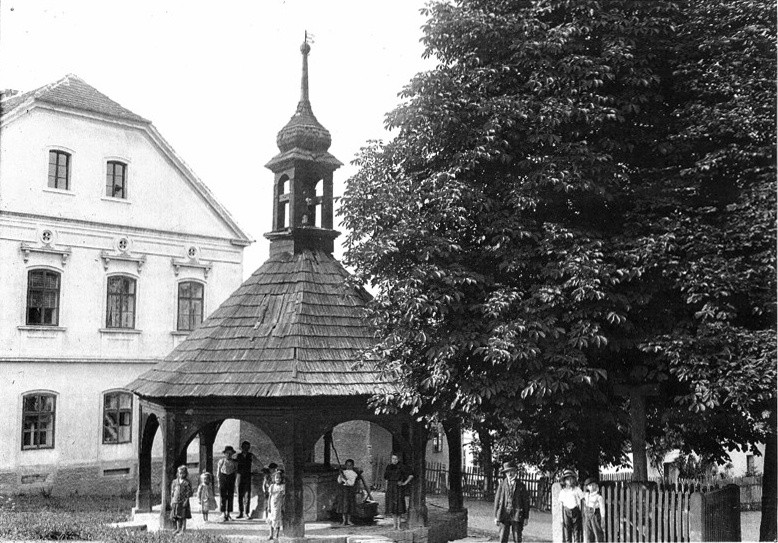
Studna na návsi ve Střížovicích na snímku z roku 1930

Studna původně stála v malé vesnici Střížovice, která od roku 1513 až do roku 1848 byla součástí chlumeckého panství. Vesnice, která leží na severozápadním okraji krajského města Ústí nad Labem, je od roku 1990 jednou z částí severočeského Chlumce.
Studnu nechal postavit v roce 1695 majitel panství Jan František Kolovrat Krakovský z Chlumce. Kopaná studna byla hluboká 26,5 metru a její šachta byla vyzděna pískovcovými kvádry. Studna přispěla k rozvoji vesnice, která do té doby trpěla nedostatkem vody. Ve vsi vznikla i hospoda, pojmenovaná podle nového vodního zdroje "U zlaté studny".
Po skončení druhé světové války nastaly změny ve složení místního obyvatelstva. Studna byla naposledy opravena ve druhé polovině padesátých let 20. století, poté však již jen chátrala.

### Přemístění do Zubrnic

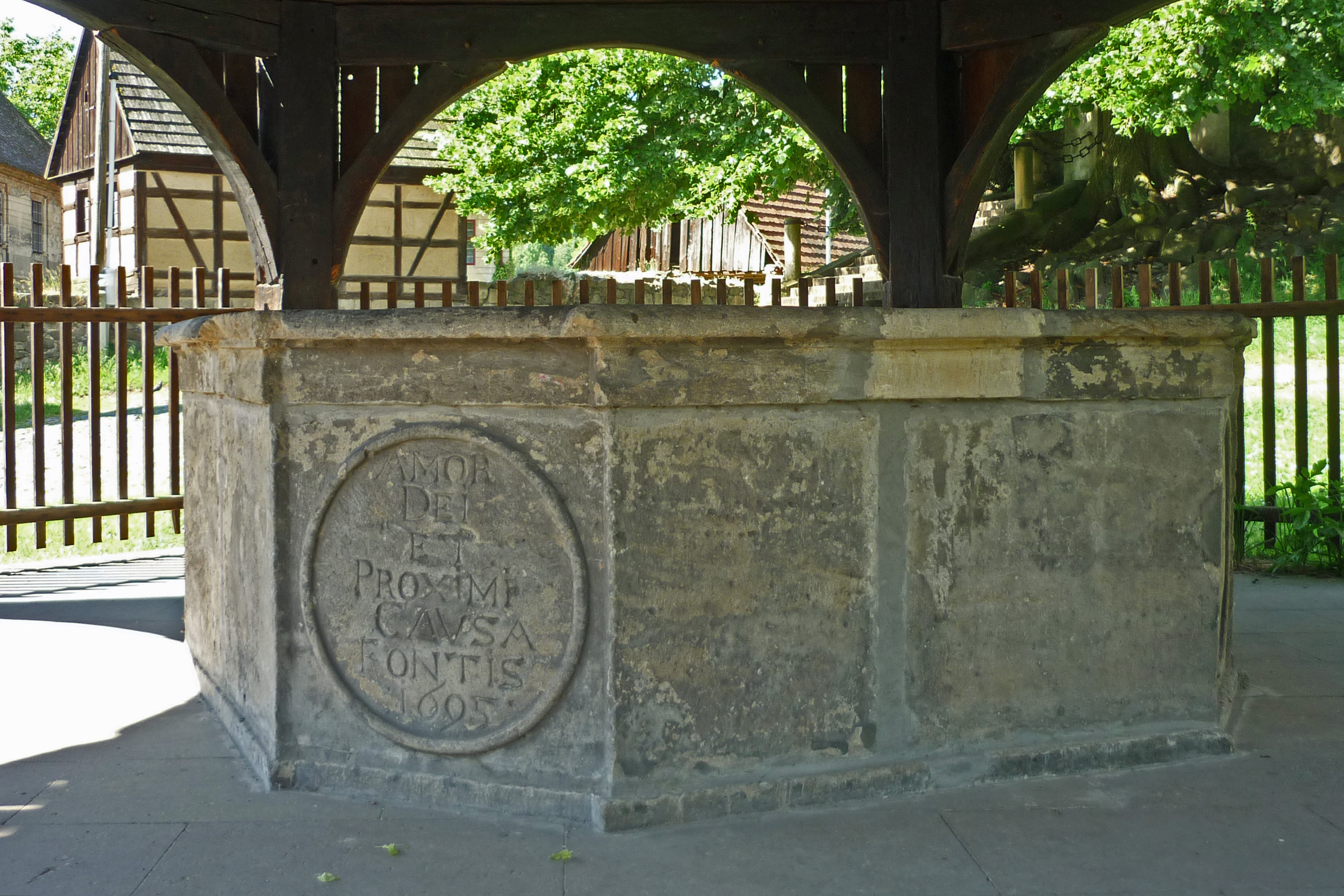
Nápis s datem vybudování studny

Studna se nacházela ve Střížovicích až do roku 1977, kdy byla jako první z historických lidových staveb, tvořících základ místního muzea v přírodě, přenesena do Zubrnic. Popudem k přemístění historického objektu bylo pravděpodobné ohrožení vesnice plánovanou těžbou uhlí. Studna bývala kdysi opatřena dřevěným rumpálem s převodovou soustavou ozubených kol, avšak z této její části se dochovalo pouze torzo. Stavba byla v Zubrnicích později rekonstruována do původní podoby se zvoničkou na střeše.

### Replika ve Střížovicích
Od roku 2015 existují dvě identické střížovické studny – originální, opravený objekt v zubrnickém skanzenu, a nová replika původní stavby ve Střížovicích. V roce 2010 se totiž Střížovičtí rozhodli, že své návsi vrátí někdejší podobu s historickou studnou uprostřed. Stavby se ujalo místní sdružení Levil za přispění Ústecké komunitní nadace a města Chlumce. Součástí repliky je rovněž měděná věžička se zvoničkou, která byla z původní studny odstraněna v roce 1939. Stavba byla oficiálně dokončena slavnostním zavěšením zvonu do věžičky dne 7. listopadu 2015.